# Пчела-плотник
Пчела́-пло́тник (лат. Xylocopa valga) — вид одиночных пчёл семейства Apidae.

## Описание
Крупные (длина тела 30—35 мм) одиночные пчёлы. Голова, грудь, брюшко и ноги чёрные, блестящие, в редких чёрных волосках. Крылья тёмные, с сине-фиолетовым блеском. Усики сверху чёрные, снизу рыжеватые. Лёт имаго с конца мая по сентябрь.
Чёрно-синее плотное тело этой крупной пчелы густо покрыто фиолетовыми волосками, небольшие крылья с изрезанными краями также имеют фиолетовую окраску. Свои гнёзда пчёлы выгрызают в древесине, прокладывая длинные ходы и создавая некое подобие многоэтажного дома, с потолками и полом, разделяющими ячейки, в каждой из которых будет развиваться личинка.

## Галерея

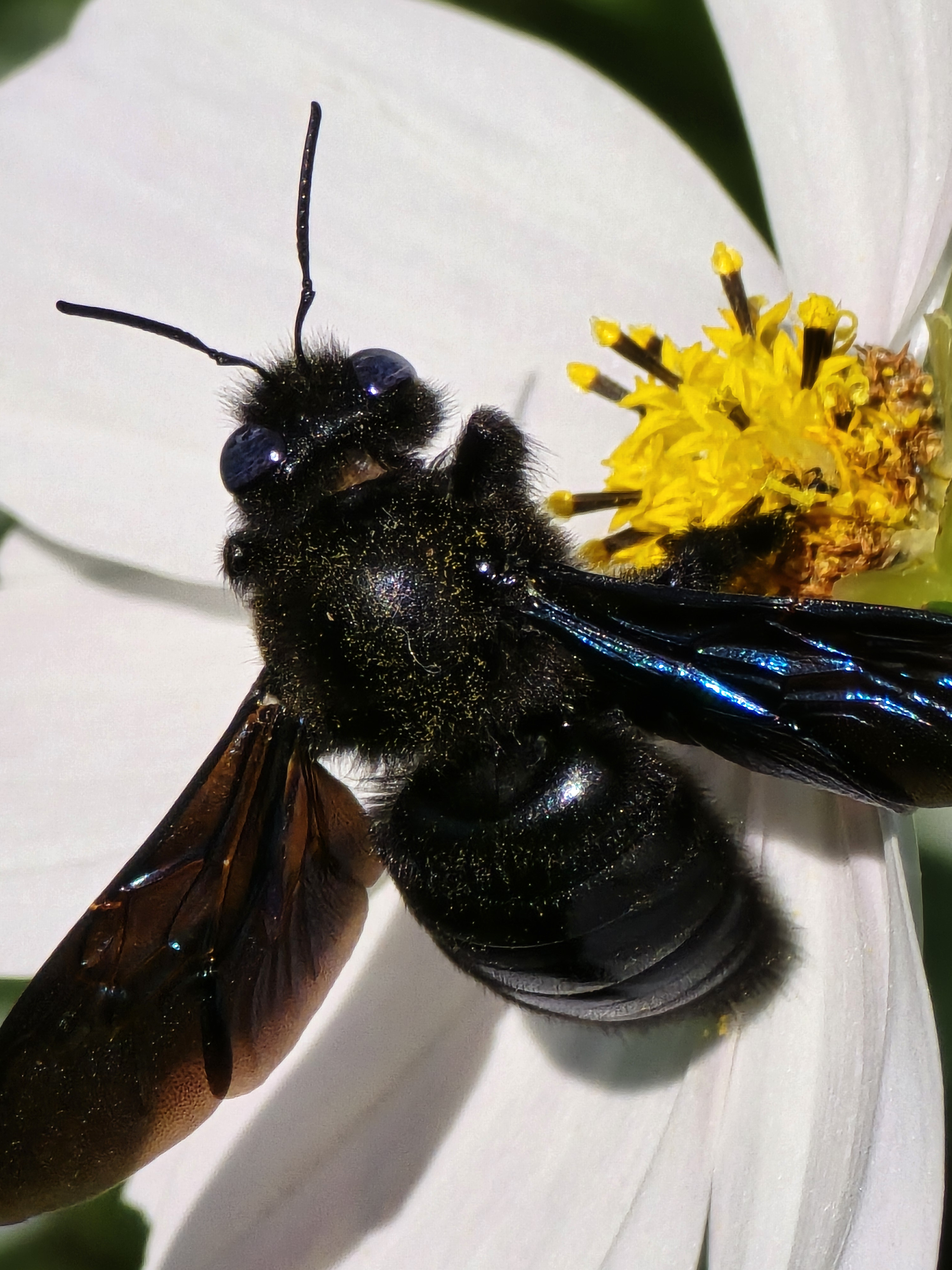
Пчела плотник в макро съемке

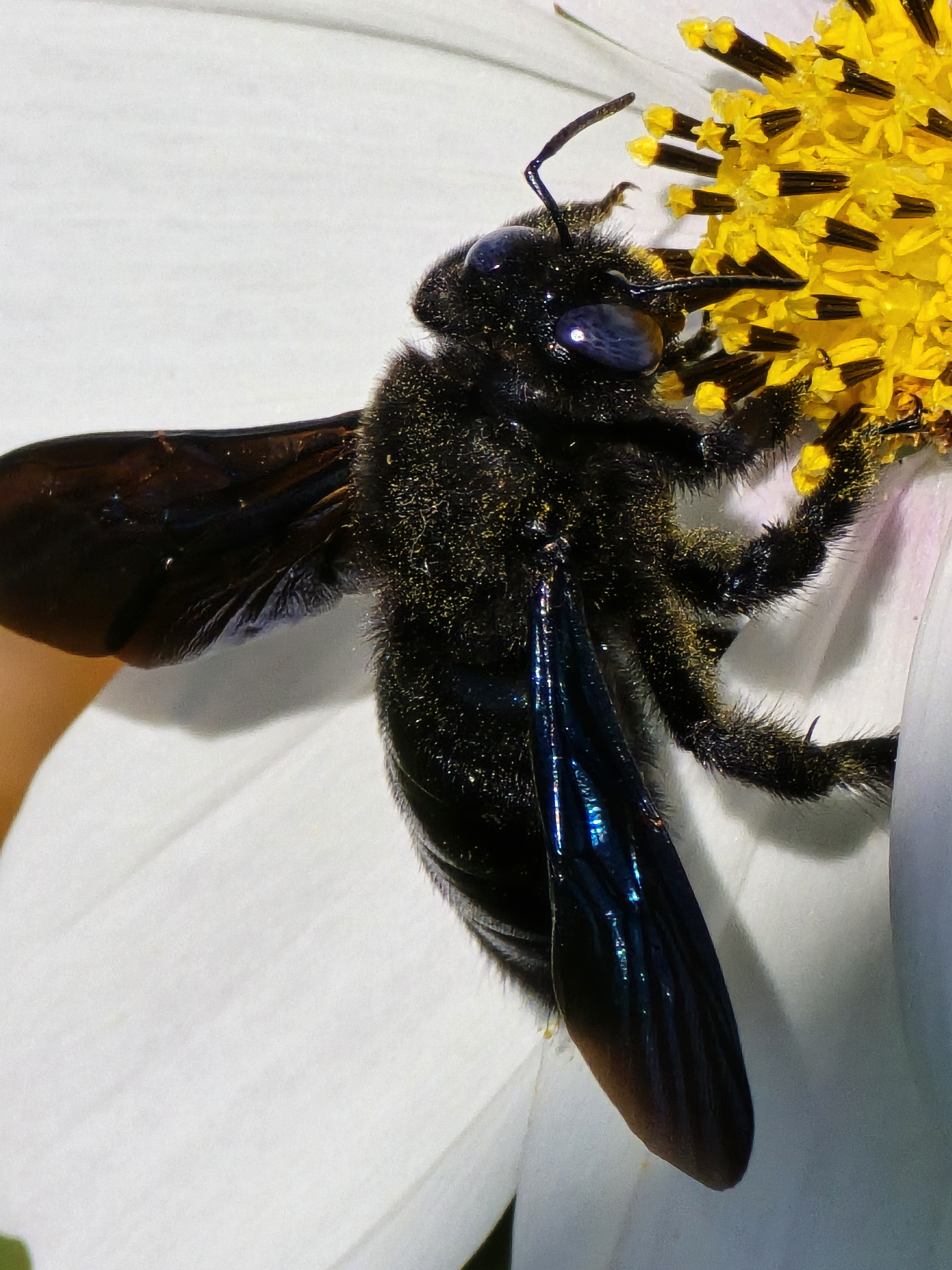
A carpenter bee eating nectar

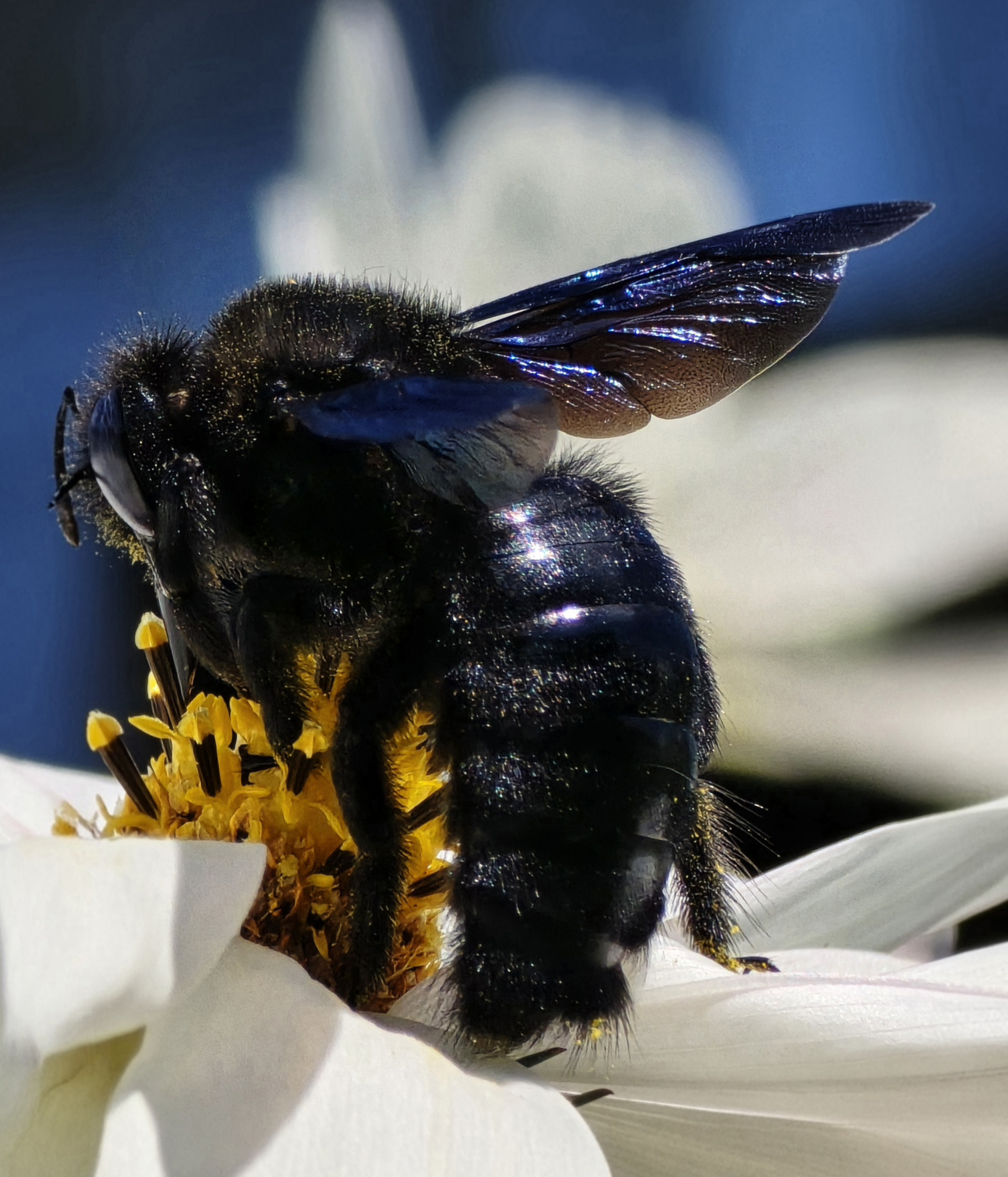
Фотографии пчелы плотника, обедующей нектаром

## Распространение
Ареал охватывает Западную и Центральную Европу (за исключением северных районов), Закавказье, Дальний Восток, Ближний Восток, Среднюю Азию и Монголию. Пчела-плотник обитает на опушках лиственных лесов, в населённых пунктах, на дачных участках Восточной Европы, где нередко устраивает гнёзда в стенах старых деревянных строений, столбах и т. п., на юге зоны лиственных лесов, в лесостепи, степи и в предгорьях Большого Кавказа на высоте до 1300 м над уровнем моря.Также встречается на территории Алтайского края.
Редкий вид, внесённый в Красные книги России и Украины.
В России вид обитает на юге Ростовской области, Краснодарского и Ставропольского краев, на Северном Кавказе, в Крыму, в Среднем и Нижнем Поволжье, в Центрально-Чернозёмном районе, Тульской, Московской, Псковской, Ленинградской и Архангельской областях, в южном Приуралье и Тыве, однако в Татарстане довольно обычна.
На территории Украины — в Закарпатье, Киевском и Черниговском Полесье, центральных и южных областях.
На территории Белоруссии обитает в Каменецком районе Брестской области, в деревне Рудня Житковичского района Гомельской области, на территории Полесского радиационно-экологического заповедника, и в городе  Могилёве.

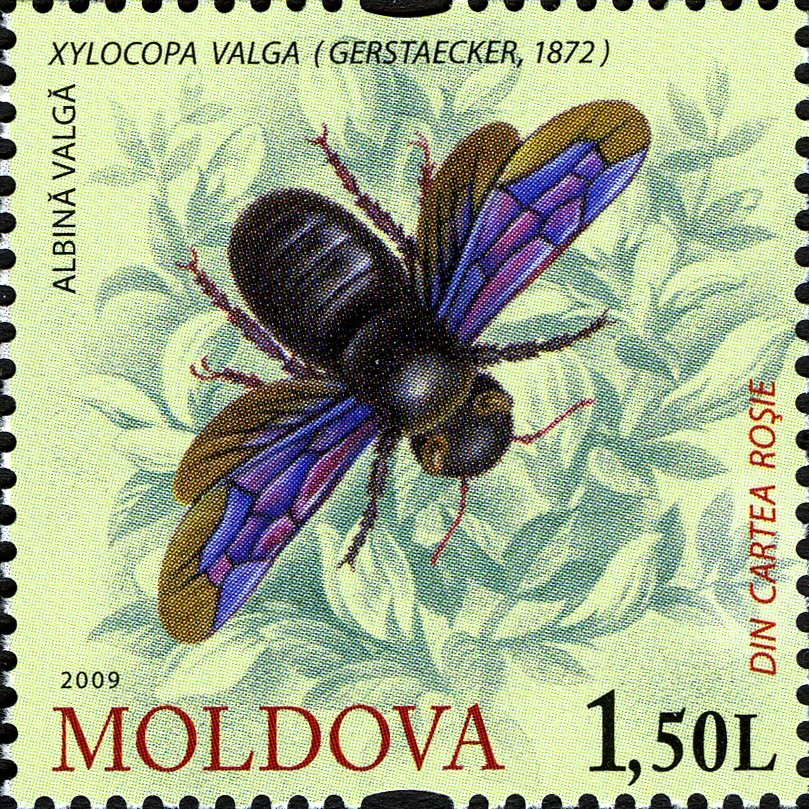
Почтовая марка Молдовы, 2009